# François de L’Aubespine

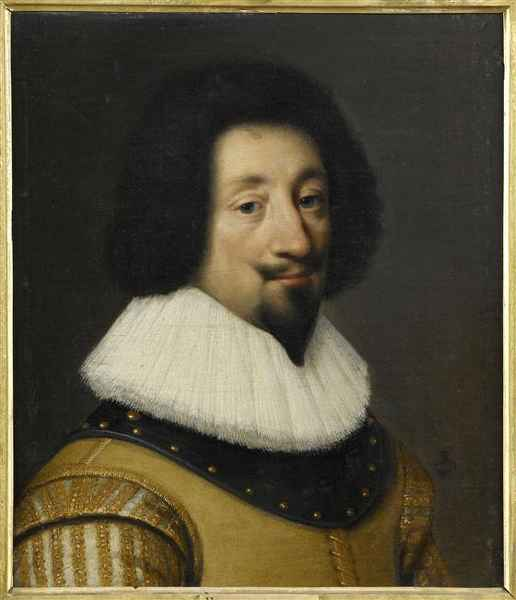
François de l'Aubespine, Marquis d'Hauterive, Gemälde, Daniel Dumonstier zugeschrieben, Musée Condé

François de L’Aubespine (* 1. März 1586; † 27. März 1670 in Paris) war ein französischer Militär des 17. Jahrhunderts. Er diente nacheinander in den Armeen der Staaten von Holland und dann des Königreichs Frankreich und beendete seine Karriere im Rang eines Lieutenant-général des Armées du Roi.
Er war Chevalier, Marquis de Hauterive, de Châteauneuf, Ruffec, Comte de Sagonne, Seigneur de Bois-Seguin, de Verrières, de La Vofve, de Roussonbuis, et de Montrouge.

## Leben
François de L’Aubespine ist der Sohn von Guillaume de L’Aubespine, Baron von Châteauneuf, und Marie de La Châtre, sowie der Bruder von Charles de L’Aubespine, dem späteren Siegelbewahrer von Frankreich.
Er gehörte zu den Franzosen, die sich Anfang des 17. Jahrhunderts in den Dienst der Vereinigten Niederlande stellten, um den Krieg gegen Spanien fortzusetzen. Bei der Belagerung von Jülich (1610) wurde sein Name unter den Offizieren des Régiment de Béthune genannt. Er war an der Belagerung von Groenlo (1627) als Unterhändler zwischen den belagerten spanischen Truppen in der Festung und den niederländischen Belagerern beteiligt. Er nahm auch an der Belagerung und Einnahme von Maastricht im Jahr 1632 teil.
Aufgrund seiner Gegnerschaft zu Kardinal Richelieu erwarb er das Vertrauen des Prinzen Friedrich Heinrich von Oranien, der 1625 bis 1647 Statthalter der Vereinigten Niederlande war. 1639 ernannte dieser ihn zum Gouverneur von Breda.
Im Jahr 1644 war er Oberst eines der französischen Regimenter, die im Dienst der Staaten standen, später General der französischen Infanterie in den Niederlanden. In der Correspondance des Ambassadeurs finden sich mehrere Briefe von ihm.

## Ehe und Familie
Am 17. November 1631 heiratete er Eléonore de Volvire, Marquise de Ruffec, Baronne d’Alzie, d’Empuré et de Marteuil (* um 1604; † 23. November 1690), einzige Tochter von Philippe de Volvire, Marquis de Ruffec, und Aymerie de Rochechouart-Mortemart. Das Ehepaar bekam zwei Söhne und zwei Töchter:
- Charles (* 1636; † 27. August 1716), Marquis de Châteauneuf, Seigneur de Bois-Seguin, de Beauvoir, de Saint-Julien, de Hauterive etc.; ⚭ Elisabeth Loisel (* vor 9. September 1650, † 22. September 1700), Tochter von Antoine Philippe Loisel, und Antoinette Le Boulanger
- Charlotte (* um 1640; † 7. Oktober 1725); ⚭ 12. Oktober 1672 Claude de Rouvroy, 1. Duc de Saint-Simon, Pair de France (* 16. August 1608; † 3. Mai 1693), Sohn von Louis II. de Rouvroy, Seigneur du Plessier, und Denise de La Fontaine de Lesches, – die Eltern des Memoirenschreibers Duc de Saint-Simon
- Philippe (* nach 1648; † 30. Oktober 1686), Comte de Sagonne; ⚭ 11. Januar 1681 Catherine Sylvie de Chevenon de Bigny, Dame d’Ainay-le-Vieil, Tochter von Louis Armand de Chevenon de Bigny, Comte d’Aunay, und Isabeau de Châteaubodeau
- Marie Anne (* um 1642, † 17. März 1729); ⚭ 10. Mai 1671 Louis de Harlay, Marquis de Champvallon (* 1648; X 11. August 1674), Sohn von François Bonaventure de Harlay, Marquis de Bréval, und Geneviève de Fortia du Plessis

Eléonore de Volvire verkaufte am 14. September 1682 ihren persönlichen Besitz, also vor allem das Marquisat Ruffec, an ihre Tochter Charlotte.